# هیساکو کانموتو
هیساکو کانموتو (انگلیسی: Hisako Kanemoto; ۱۶ دسامبر ۱۹۸۷ – ) صداپیشه، و خواننده اهل ژاپن بود. وی از سال ۲۰۰۹ میلادی تاکنون مشغول فعالیت بوده‌است.